# Колфакская резня

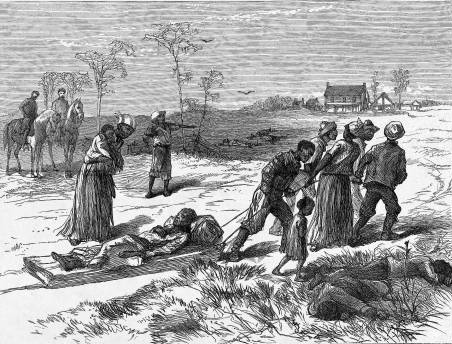
«Сбор мертвых и раненых» после резни в Колфаксе, опубликовано в Harper’s Weekly, 10 мая 1873 г.

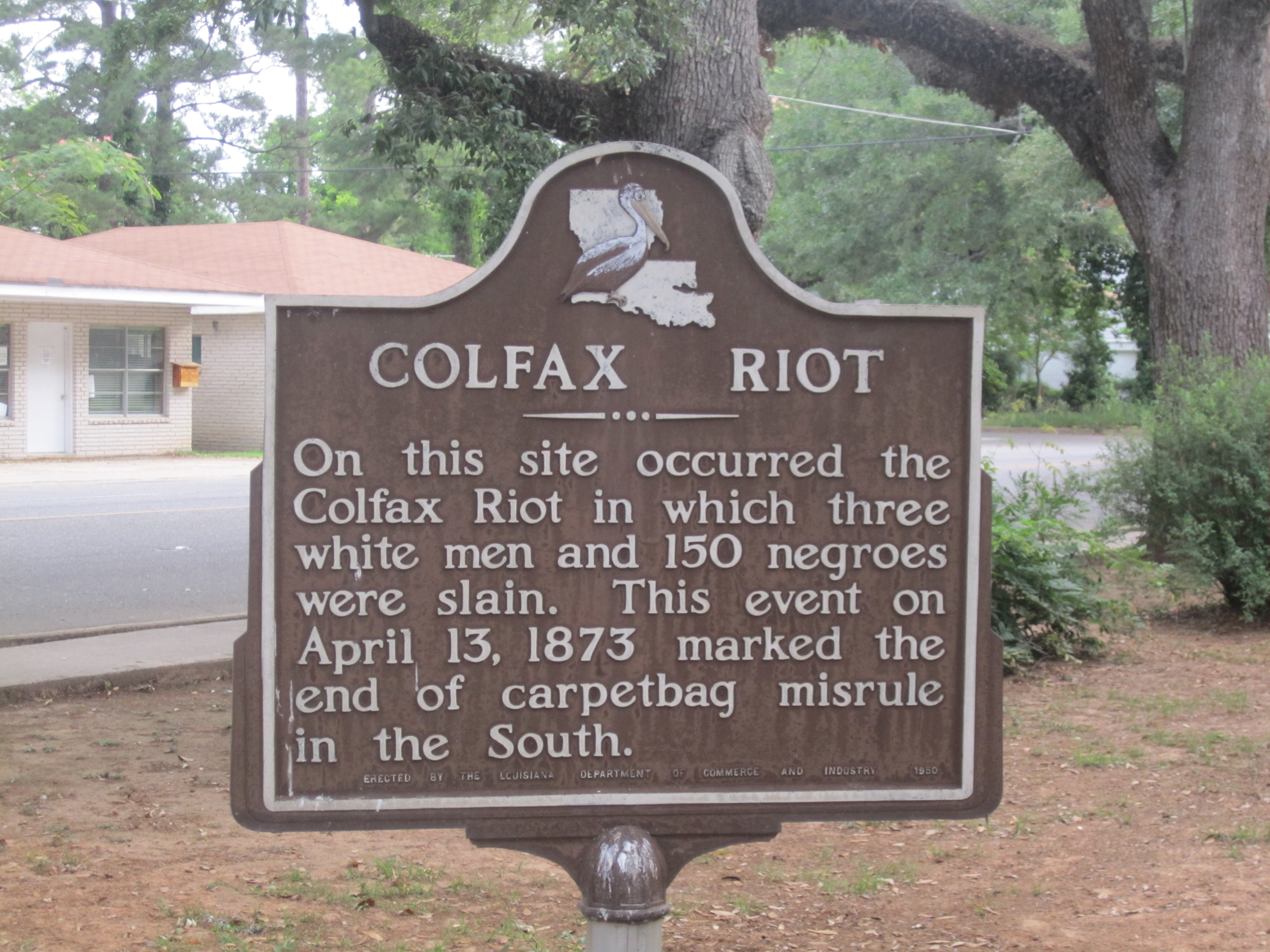
Мемориальная доска, посвящённая бунту в Колфаксе (1950)

Колфакская резня (также бунт в Колфаксе) произошла в пасхальное воскресенье 13 апреля 1873 года в Колфаксе, штат Луизиана, в приходе Грант. Столкновение произошло во время выборов губернатора Луизианы.
Группа вооруженных демократов, которые сформировали ополчение, убила около 60-150 чернокожих горожан, являвшихся членами республиканской партии. В столкновении погибли трое белых.